# Comic Bom Bom
Comic Bom Bom (コミックボンボン Komikku Bonbon?) es una revista para los todos los niños estudiantes de escuela primaria de Japón. Esta revista contiene manga acerca de videojuegos, y notas sobre series de televisión y juguetes o personajes originales que evolucionarán finalmente en juegos, en animaciones y en juguetes. Hay también manga acerca de pasatiempos y otros intereses de chicos.

## Manga publicado en la revista
- King of Bandit Jing
- Idaten Jump
- Medabots
- Cybercat Kurochan

- Datos: Q2721265